# Ivan Tončev
Ivan Tončev Stoilov (in bulgaro Иван Тончев Стоилов?, traslitterazione anglosassone: Ivan Tonchev Stoilov; Kărdžali, 9 febbraio 1973) è un ex calciatore bulgaro.

## Carriera
Inizia nel 1992 nell'Arda. Nel 1996 vest la maglia dell'FK Etăr. Nel 1998 passa allo Slavia Sofia. Dal 1999 al 2001 gioca per il Beroe e Akratitos. Nel 2001 arriva alla Vis Pesaro e nel 2002 al Padova che a inizio 2003 lo cede al Pordenone. Nel 2003-2004 gioca per il Valletta per poi ritornare al Beroe nel 2004.